# Música andina

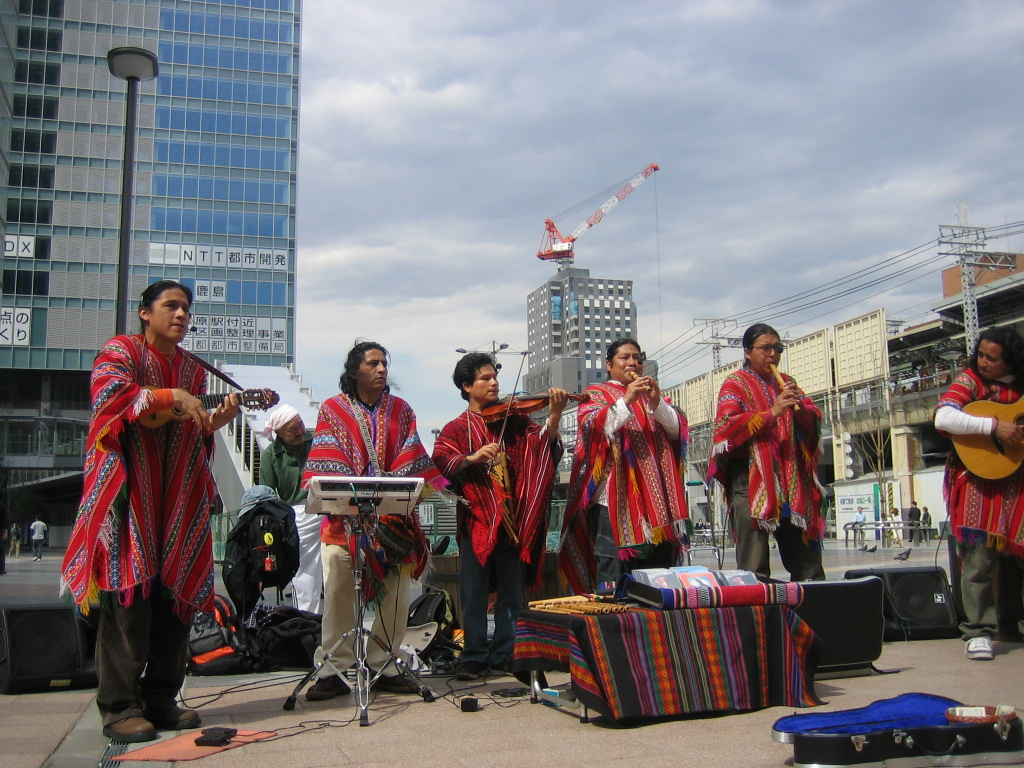
Banda callejera interpretando El cóndor pasa en Tokio.

La música andina es un término que se refiere a diversas manifestaciones artístico-musicales producidas en la sierra de los países andinos del Pacífico de América del Sur: Venezuela, Colombia, Ecuador, Perú, Bolivia, Chile y  Argentina.
La música andina tiene sus orígenes entre las producciones musicales de los quechuas, aimaras y otros pueblos de los Andes. Este término se utiliza a menudo como sinónimo del estilo musical típico del Altiplano de los Andes centrales y regiones vecina. Se caracteriza por melodías a la vez alegres y nostálgicas y suele ser interpretado con flautas de caña, de pan y rectas, normalmente acompañadas de charango y bombo.  
Aunque en principio el calificativo andino refiere a un espacio geográfico determinado por su topografía, la diversidad lingüística, territorial y nacional existente en los países andinos hace imposible definir un estilo musical homogéneo para toda la región. Por lo tanto, la expresión "música andina" es un término que engloba todos los estilos y formaciones instrumentales que se manifiestan en la región andina.

## Música e Instrumentación

### Instrumentación
En la música de las regiones andinas del antiguo Imperio inca los instrumentos más característicos son las flautas de caña, de pan y rectas, normalmente acompañadas de charango y bombo.

#### Flautas de pan
El grupo de las flautas de pan incluye el siku (o sikus, o zampoña) y la antara. Estos son instrumentos indígenas antiguos que varían en tamaño, afinación y estilo. Los instrumentos de este grupo están construidos con cañas acuáticas que se encuentran en muchos lagos de la región andina de América del Sur. El siku tiene dos hileras de bastones y se afinan en escalas pentatónicas o diatónicas. Algunas flautas de pan modernas de una sola fila modeladas a partir de la antara son capaces de tocar escalas completas, mientras que los siku tradicionales se tocan usando dos filas de bastones atados. Todavía es común que dos intérpretes compartan una melodía mientras tocan el tipo más grande de sikú llamado toyo. Este estilo de sonorización con notas intercaladas entre dos músicos se llama tocar en hoquetus y todavía se usa hoy en día en muchos de los huainos tradicionales y en la música andina contemporánea.

#### Quenas
Las quenas siguen siendo populares y se fabrican tradicionalmente con las mismas cañas que los sikus, aunque a veces se utilizan tubos de PVC debido a su resistencia al calor, el frío y la humedad. Generalmente las quenas se tocan solo durante la estación seca, mientras que las flautas verticales, ya sean pinquillos o tarkas, se tocan durante la estación húmeda. Las tarkas se construyen a partir de fuentes locales de madera dura andina. Las bandas de música dominadas por tambores y zampoñas son comunes hoy en día y se utilizan para celebrar bodas, carnavales y otras festividades.

#### Charango
La llegada de los españoles en el siglo XVI trajo instrumentos de cuerda, lo que llevó a los indígenas a inventar el charango, un instrumento de cuerda similar a un pequeño laúd con un sonido cristalino cuya caja de resonancia era hecha de caparazón de armadillo, aunque actualmente se construye con variedades locales de madera. A la familia de los charangos pertenece un instrumento más grande y de sonido más ronrón llamado ronroco, similar a la mandolina. 
También se introdujeron violines en la música andina, así como otros instrumentos de origen europeo como la guitarra o el acordeón, e instrumentos de metal para bandas de vientos.

#### Variaciones regionales de instrumentación
En otras regiones andinas la instrumentación varía. Colombia posee su propio estilo de música andina basado en palos de lluvia o palos de agua e instrumentos de cuerda: el requinto, la guitarra, el tiple y la bandola andina colombiana. La música regional andina en Venezuela está caracterizada por una fuerte presencia de instrumentos de cuerda. Los instrumentos predominantes en las zonas andinas de este país son: el violín, el cuatro, el tiple, la guitarra, el  bandolín tachirense y la mandolina. Estos instrumentos suelen ser acompañados por instrumentos de percusión: maracas y el güiro.

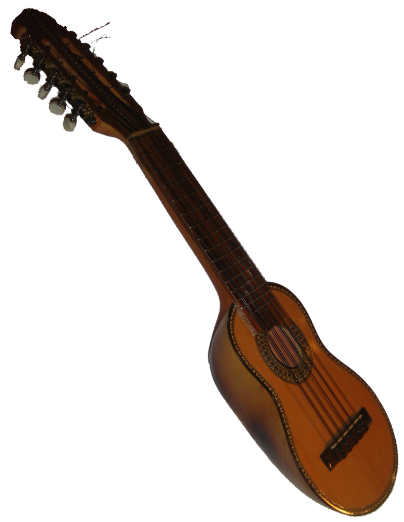
Un charango, un instrumento de cuerda pulsada tradicional andino.
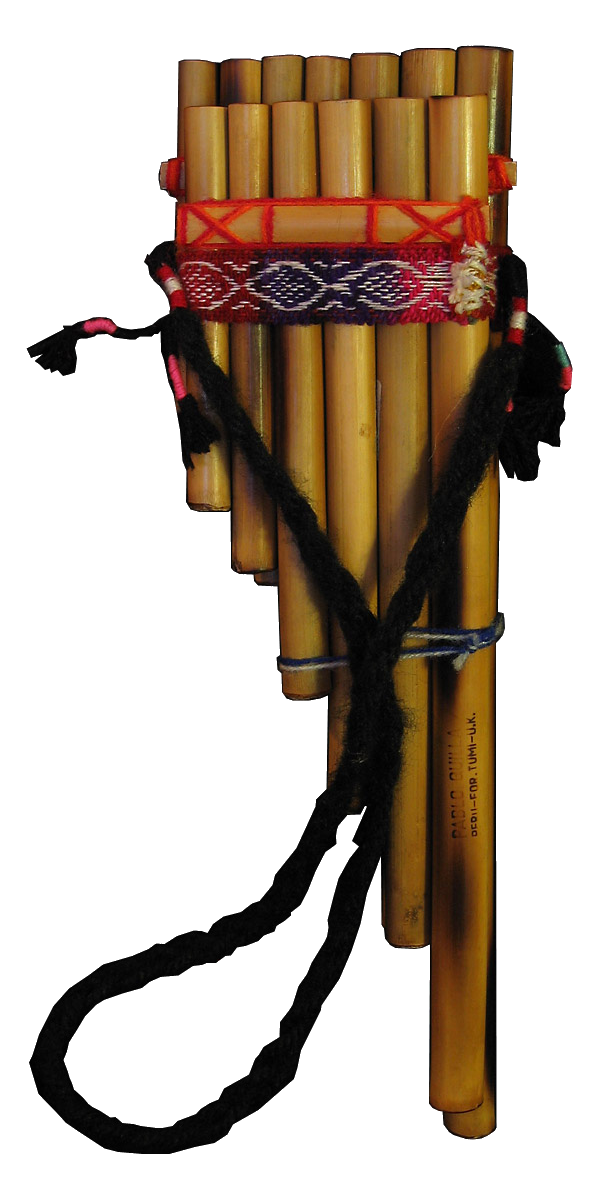
Una zampoña, un instrumento de viento tradicional andino.
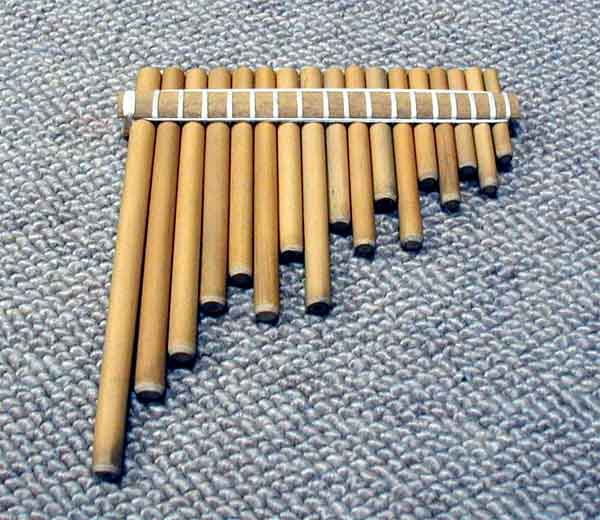
Un rondador, un tipo de antara típica andina.
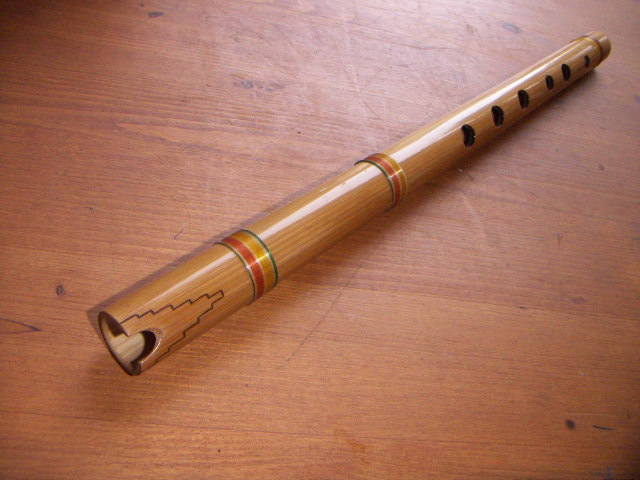
Una quena, un instrumento tradicional andino.
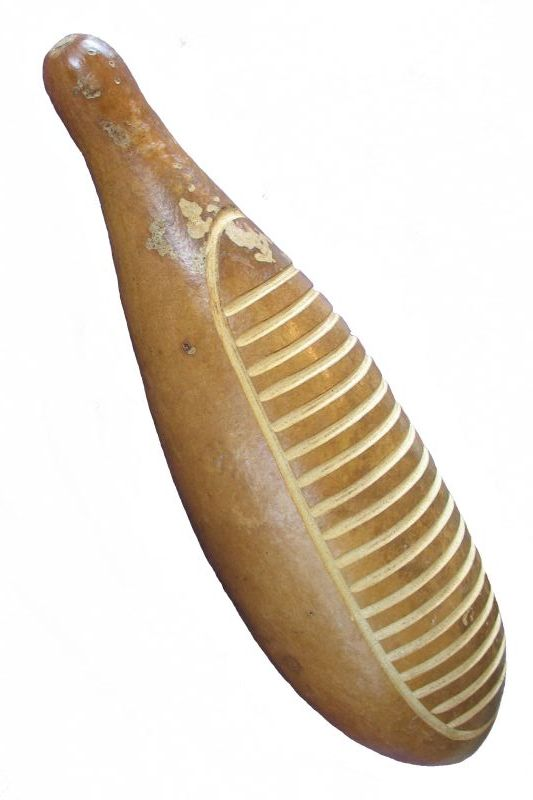
Güiro de Cubra.

## Historia moderna
La articulación de influencias andinas y criollas propició la sistematización de conjuntos folklóricos a partir de 1950, formados por cuartetos de guitarras y bombo, acompañando el canto a dos o tres voces (Los Chalchaleros, Los Fronterizos). Ya ampliamente difundida esta instrumentación hacia 1960, se incorpora la quena y el charango, especialmente en zonas de Argentina, Chile y Bolivia (Los Incas, Los Calchakis, Quilapayún, Inti-illimani, Los Jaivas, Illapu, Los Chasquis).
La música del altiplano andino gozó de fama mundial en los años 60 y 70, pero en años previos Yma Sumac difundió la música andina con su voz. En sus inicios en el Perú y en sus giras en Suramérica conformó un marco musical andino, contando también en su grupo con el charanguista boliviano Mauro Núñez. Luego grupos musicales asentados o creados en Europa, principalmente argentinos, difundirían música recopilada del altiplano andino, pasando prontamente con éxito a una frenética etapa de composición y creación, siendo también imitados por otros latinoamericanos e inclusive por ciudadanos franceses, italianos, suizos, etc. que formaban grupos de música andina, expandiendo más aún su fama.
Para 1965, el grupo Los Jairas se formaba en La Paz, Bolivia; el cuarteto fusionó sonidos nativos en formas adaptadas para los criollos urbanos y la clase media. Un miembro de Los Jairas, Gilbert Favre (un flautista suizo-francés) había sido previamente conocido de los hermanos y músicos chilenos Parra (Ángel, Isabel y su madre Violeta) en París. Los Parra finalmente comenzaron a promover la música indígena en Santiago de Chile.  El influjo político generado por la revolución cubana en la región daba paso ahora al movimiento de cantautores de protesta, tales como los chilenos Víctor Jara, Quilapayún o Inti-Illimani, popularizándose en la escena folk mundial e influyendo a músicos de otras latitudes como Simon and Garfunkel. Ejemplos de ello son la melodía de la canción The Sounds of Silence y, sobre todo, la versión El cóndor pasa, compuesta por el peruano Daniel Alomía Robles que fuera difundida inicialmente por músicos argentinos en Europa (Urubamba), siendo luego popularizada mundialmente por Paul Simon.

## Intérpretes
Hoy la música andina, tras su reconocimiento y difusión dentro y fuera de sus fronteras, fue y sigue siendo reivindicada por artistas de varios países, entre ellos: 
- Argentina: Urubamba, The Inkas, Los Calchakis, Jaime Torres, Mercedes Sosa, Inti Marka, Coquena, Raíces Incas, Chijra, Uña Ramos, Los Nocheros, Los Huayra, etc.

- Bolivia: Los Jairas, Wara, Los Kjarkas, Savia Andina, Proyección, Grupo Amaru, Tupay, Ayra, Kala Marka, Alaxpacha, Awatiñas, Ruphay,  Jach'a Mallku, Los Masis, etc.

- Perú: Raúl García Zárate, Kaphia, Hermanos Gaitán Castro,  Alborada, Max Castro, William Luna, Inka Son, Pelo D'Ambrosio, Wayanay, Arpay, Antología.

- Chile: Altiplano, Arak Pacha, Los Jaivas, Illapu, Inti-Illimani, Violeta Parra, Quilapayún, Víctor Jara, Markama, Markamaru, Wankara, Sol y Lluvia.
- Italia: Trencito de los Andes.

## Géneros y relación con otros estilos musicales
- Albazo - Ritmo tradicional de la sierra ecuatoriana.
- Bailecito - Ritmo andino argentino, propio del norte de este país, en especial de las zonas de los valles, quebradas y altiplano de Jujuy.
- Carnavales - Ritmo tradicional de diversos estilos y tipos a lo largo de la Cordillera de los Andes.
- Carnavalito - Ritmo andino originario del norte de Argentina, más precisamente de la provincia de Jujuy. Es parte de la cultura Quechua de la zona.
- Chuscada - Es uno de los géneros musicales de la música andina del Perú propio de la sierra central y oriental de la región Ancash.
- Diablada - Un ritmo de baile originario de Oruro Bolivia, es también bailado en el compás 2/4 del sur de Perú y el norte de Argentina.
- Morenada - Originario del oeste de Bolivia. Actualmente es bailado también en algunas partes en el sur de Perú.
- Muliza - Es un género musical tradicional que inició en Tarma (Junín, Perú). Otras fuentes mencionan que nació en Cerro de Pasco (Pasco), disputándose entre ambas ciudades el origen de la danza.[5]
- Tinku - Tiene su origen en Bolivia en el ritual del sacrificio violento a la madre tierra para asegurar el mejor aspecto, la buena fortuna y la prosperidad de las cosechas de las próximas temporadas.
- Sicuri - Un antiguo estilo de música y danza circular que se difunde desde épocas incaicas o incluso preincaicas en el altiplano boliviano y peruano.
- San Juanito - Originario de la sierra norte ecuatoriana, se celebra en las fiestas de San Juan. No se debe confundir con el Sanjuanero colombiano.
- Huaino (wayñu) - Se originó en el Perú colonial como una combinación de música folclórica tradicional y música popular urbana. Las voces agudas se acompañan de una variedad de instrumentos, que incluyen quena, arpa, siku, acordeón, saxofón, charango, laúd, violín, guitarra y mandolina. Algunos elementos del huayno se originan en la música de los Andes precolombinos, especialmente en el territorio del Imperio inca. El huayno utiliza un ritmo distintivo en el que se acentúa el primer tiempo seguido de dos tiempos cortos.
- Huaylarsh - Es una música folclórica peruana que consiste en una danza festiva de siembra o cosecha de la parte meridional de los Andes centrales peruanos.[6]
- Harawi - Género musical y poesía lírica tradicional. El harawi estaba muy extendido en el Imperio inca y ahora es especialmente común en los países que formaban parte de él: Perú y Bolivia. Por lo general, el harawi es una canción o melodía melancólica, conmovedora, lenta y melódica que se toca con la quena.
- Chicha - Se originó en Perú a fines de la década de 1980 como una fusión de cumbia y huayno.
- Chimayche - Interpretado principalmente en las provincias de Sihuas, Pomabamba y Mariscal Luzuriaga en Áncash, Perú.
- Tarqueada - Un estilo musical aimara tocado en flautas de madera conocidas como tarkas, común en Bolivia, sur del Perú y Parinacota, Chile, así como en el norte de Argentina.
- Tunantada - Es una fiesta de la sierra peruana que se desarrolla en diversos distritos del Departamento de Junín.
- Wititi - Es una danza Arequipeña. Es realizada o bailada por personajes llamados «wititis». Se ha generalizado en el área geográfica del Valle del Colca.

### Cumbia
Originaria de la costa caribeña de Colombia, la cumbia se convirtió en un éxito en gran parte de América Latina. Luego se adaptó a una versión peruana llamada "chicha" (ritmo enriquecido con patrones rítmicos foráneos como la guaracha, el mambo, la salsa, el rock, etc.) que se ha convertido en un estilo popular en la región andina peruana, especialmente entre los estratos socioeconómicos más bajos de la sociedad, incluidas las poblaciones quechua y aimara. 